# 이상호 (1987년)
이상호(李相湖, 1987년 5월 9일 ~ )는 대한민국의 축구 선수이다. 포지션은 미드필더이다.

## 클럽 경력
이상호는 남명초등학교 3학년 때 마라톤 대회에서 우승을 한 후 이를 지켜보던 밀성초등학교 축구부 감독에 의해 스카우트되며 축구를 시작했다. 2000년에는 차범근 축구대상을 수상하였다.
현대고등학교를 졸업하였고, 2006년에 울산 현대 호랑이에 입단하였다. 입단 당시 그는 '제 2의 박주영'이라는 별명까지 붙으며 큰 기대를 받았다. 그는 데뷔전을 도쿄 베르디 1969와의 AFC 챔피언스리그 조별 예선 경기에서 치렀다. 2006년 5월 31일 부산 아이파크와의 리그컵 경기에서 데뷔골을 넣었다. 이어서 6월 3일 열린 경남 FC와의 컵 경기에서 두 경기 연속골을 기록하였다. 이러한 활약에 힘입어 이상호는 '올해의 프로축구대상' 6월 첫째주 주간 MVP를 수여받았다. 2006년 9월 13일, AFC 챔피언스리그에서 알샤바브를 상대로 골을 넣어 국제 클럽 경기 데뷔골을 기록하게 되었다. 이 경기에서 울산은 알샤바브를 6-0으로 대파했다. 같은해 10월에는 광대뼈가 골절되는 부상을 당하자, 안면 보호용 마스크를 쓰고 출전을 강행하는 투혼을 보여주기도 하였다. 2007년 9월 29일, 수원 삼성 블루윙즈와의 경기에서 두 골을 넣어 2-0 승리를 이끌었다. 그의 리그 데뷔골이자 첫 멀티골이었다. 이 경기 후에 이상호는 스포탈코리아 선정 주간 MVP에 선정되었다. 약 3주 후 대전 시티즌과의 경기에서도 골을 터뜨려 팀을 승리로 이끌었다.
2009년 2월 13일, 3년의 계약 기간에 수원 삼성 블루윙즈로 이적하였다. 3월 11일, 가시마 앤틀러스와의 AFC 챔피언스리그 경기에서 데뷔전을 치렀고, 14일 대전 시티즌 전에서 리그 데뷔전을 치렀다. 4월 12일 부산 아이파크 전에서 데뷔골을 넣었다.
2016년 12월 28일, FC 서울과 3년 계약으로 이적하였다.
2018년 음주운전으로 물의를 일으켜 K리그 임의탈퇴 처리를 받고 팀에서 방출되었다.

## 국가대표팀 경력
2006년 부산컵에 참가할 19세 이하 대표로 뽑혔다. 이 대회에서 이상호는 3경기에서 4골을 넣으며 팀을 우승으로 이끌며 MVP를 차지하였다. 같은해 10월 AFC 청소년 축구 선수권 대회를 앞두고 다시 한 번 대표팀에 선발되었다.
2007년 FIFA U-20 월드컵 명단에 선발되었다. 이상호는 폴란드 전에서 골을 넣는 등 활약을 했지만 16강 행은 좌절되었다.
2008년 하계 올림픽 예선에서 뛰었지만, 부상으로 인하여 최종 명단에서 제외되었다.
2009년 3월 28일 이라크와의 친선경기에서 A매치에 데뷔하였다. 2015 동아시안컵에 참가하는 대한민국 대표팀 예비엔트리에 뽑혔으나 최종명단에 들지 못하였다.

## 경력 통계

### 클럽
2016년 2월 20일 기준
| 클럽               | 리그         | 시즌 | 리그 | 리그 | 국내 컵 | 국내 컵 | 리그 컵 | 리그 컵 | 대륙 대회 | 대륙 대회 | 통산 | 통산 |
| 클럽               | 리그         | 시즌 | 출장 | 득점 | 출장    | 득점    | 출장    | 득점    | 출장      | 득점      | 출장 | 득점 |
| ------------------ | ------------ | ---- | ---- | ---- | ------- | ------- | ------- | ------- | --------- | --------- | ---- | ---- |
| 울산 현대          | K리그        | 2006 | 10   | 0    | 1       | 0       | 7       | 2       | 6         | 1         | 24   | 3    |
| 울산 현대          | K리그        | 2007 | 17   | 3    | 2       | 0       | 5       | 1       | -         | -         | 24   | 4    |
| 울산 현대          | K리그        | 2008 | 14   | 3    | 2       | 1       | 6       | 2       | -         | -         | 22   | 6    |
| 수원 삼성 블루윙즈 | K리그        | 2009 | 20   | 1    | 4       | 1       | 0       | 0       | 6         | 2         | 30   | 4    |
| 수원 삼성 블루윙즈 | K리그        | 2010 | 15   | 1    | 3       | 1       | 5       | 0       | 3         | 1         | 26   | 3    |
| 수원 삼성 블루윙즈 | K리그        | 2011 | 28   | 6    | 3       | 0       | 1       | 0       | 8         | 1         | 40   | 7    |
| 수원 삼성 블루윙즈 | K리그        | 2012 | 16   | 2    | 1       | 0       | -       | -       | -         | -         | 17   | 2    |
| → 샤르자 SC (임대) | UAE 1부리그  | 2012 | 10   | 1    | 0       | 0       | -       | -       | -         | -         | 10   | 1    |
| 상주 상무          | K리그 챌린지 | 2013 | 21   | 3    | 2       | 0       | -       | -       | -         | -         | 23   | 3    |
| 상주 상무          | K리그 클래식 | 2014 | 17   | 5    | 1       | 0       | -       | -       | -         | -         | 18   | 5    |
| 수원 삼성 블루윙즈 | K리그 클래식 | 2014 | 9    | 1    | -       | -       | -       | -       | -         | -         | 9    | 1    |
| 수원 삼성 블루윙즈 | K리그 클래식 | 2015 | 30   | 5    | 1       | 1       | -       | -       | 5         | 0         | 36   |      |
| 수원 삼성 블루윙즈 | K리그 클래식 | 2016 | 0    | 0    | 0       | 0       | -       | -       | 0         | 0         | 0    |      |
| FC 서울            | K리그 클래식 | 2017 | 0    | 0    | 0       | 0       | -       | -       | 0         | 0         | 0    |      |
| FC 서울            | K리그1       | 2018 | 0    | 0    | 0       | 0       | -       | -       | 0         | 0         | 0    |      |
| 통산               | 통산         | 통산 | 236  | 35   | 24      |         | 24      | 5       | 30        | 5         | 314  | 49   |

## 수상 내역

### 클럽

#### 울산 현대 호랑이
- 리그컵: 2007
- 대한민국 슈퍼컵: 2006
- A3 챔피언스컵: 2006

#### 수원 삼성 블루윙즈
- FA컵: 2009, 2010, 2016
- 팬퍼시픽 챔피언십: 2009

#### 상주 상무 축구단
- K리그 챌린지: 2013

## 그 외
이상호의 형인 이상돈 또한 축구 선수로, 2008년 울산 현대에 입단한 후부터 1년간 같이 뛰었다. 2009 시즌을 앞두고 이상호가 수원 삼성 블루윙즈로 이적하여 잠시 떨어졌으나 이듬해 이상돈 또한 수원 삼성 블루윙즈로 이적하여 다시 같은 팀 선수로 활동하였다. 그러나 반년 후 2010년 7월에 이상돈이 다시 강원 FC로 이적하면서 다시 서로 다른 팀에서 뛰게 되었다.

## 논란
이상호는 2018년 9월 3일 서울 강남의 한 도로에서 면허 취소 수준인 혈중알코올농도 0.178%의 만취 상태로 운전대를 잡았다가 경찰의 음주운전 단속에 적발되었다. 해당 적발로 1심 법원에서 유죄 판결을 받은 사실이 뒤늦게 드러나 프로축구 FC서울 15경기 출장 정지와 벌금 1500만원의 징계를 받게되었다. 이 사건으로 인해 소속팀 FC 서울은 이상호의 임의 탈퇴를 한국프로축구연맹에 요청했다. 2018년 12월 17일 프로연맹은 이상호의 임의탈퇴를 공시했다.